# ラウラ・チンチージャ
ラウラ・チンチージャ・ミランダ（Laura Chinchilla Miranda, 1959年3月28日 - ）はコスタリカの政治家。大統領、法務大臣、第一副大統領などを歴任した。

## 概要
1989年、アメリカ合衆国のジョージタウン大学で政治学修士号を取得後帰国し、省庁の顧問などを歴任する。2002年に国会議員に初当選。以降、法務大臣、第一副大統領を務める。
2010年2月、大統領選挙に当選。5月8日にコスタリカ史上初の女性大統領に就任した。大統領として、21人の閣僚のうち、9人を女性とした。
社会主義インターナショナルに加盟する国民解放党からの立候補だったが、彼女のカトリックへの信仰を反映して、社会的価値観において、なかでも中絶や同性愛への対応や政教分離原則について保守的な信条を持つ人物としても知られている。
2011年12月に来日している。
- 韓国の李明博大統領と（2010年6月30日）
- 左からメキシコのアンヘリカ・リベラ大統領夫人、同国のエンリケ・ペーニャ・ニエト大統領、チンチージャ（2013年2月19日）
- 左から世界旅行ツーリズム協議会理事長のグロリア・ゲバラ、スペインのホセ・マリア・アスナール元首相、メキシコのフェリペ・カルデロン元大統領、チンチージャ、アルゼンチンのマルコス・ペーニャ首相（2018年4月19日）